# Bonrepos-Riquet
 Bonrepos-Riquet  es una población y comuna francesa, en la región de Mediodía-Pirineos, departamento de Alto Garona, en el distrito de Toulouse y cantón de Verfeil.

## Demografía
| 234 | 292 | 332 | 297 | 279 | 325 | 264 | 268 | 243 | 281 | 274 | 237 | 255 | 265 | 227 | 228 | 238 | 220 | 207 | 196 | 173 | 174 | 151 | 162 | 155 | 177 | 154 | 153 | 140 | 158 | 195 | 247 |
| Para los censos de 1962 a 1999 la población legal corresponde a la población sin duplicidades (Fuente: INSEE [Consultar]) |     |     |     |     |     |     |     |     |     |     |     |     |     |     |     |     |     |     |     |     |     |     |     |     |     |     |     |     |     |     |     |